# Claude-Antoine Prieur
À ne pas confondre avec Pierre-Louis Prieur, dit « Prieur de la Marne », autre député à la Convention nationale.
Pour les articles homonymes, voir Prieur et Duvernois.
Claude-Antoine Prieur-Duvernois dit « Prieur de la Côte d'Or », né le 22 décembre 1763 à Auxonne (Côte-d'Or), mort célibataire le 11 août 1832 à Dijon, est un officier du génie qui exerça des responsabilités considérables au cours de la Révolution française. Il est l'un des cofondateurs de l'École polytechnique. Il a fait adopter le système métrique.

## Biographie
Il est le fils unique de Noël Antoine Prieur, « receveur des finances du bailliage de Dole » et d'Anne Millot.
Par son aïeul maternel Jacques Millot de la Craye, il est parent du chimiste Guyton de Morveau qui appuie sa demande d'entrée dans l’École royale du génie de Mézières. Il devient officier du génie militaire. Il se fait connaître par d'importants travaux scientifiques avant la Révolution.
Il est élu député de la Côte-d'Or à l'Assemblée législative (1791), il paraît peu à la tribune et travaille beaucoup dans les comités.
Il est réélu député à la Convention en 1792. Il vote la mort du roi, écarte l'appel au peuple et refuse le sursis. En tant que représentant en mission, il fait des tournées d'inspection technique à l’Armée du Rhin et dans les ports, de Lorient à Dunkerque. Il se trouve à Caen lors de la proscription des Girondins (2 juin 1793) et est retenu comme otage au château de Caen. La débâcle fédéraliste de Vernon (13 juillet 1793) lui rend la liberté.
Dès son retour à Paris, il devient membre du Comité de salut public (14 août 1793). Après Louis Antoine Léon de Saint-Just, il était le plus jeune membre de ce Comité. Il s'entoure d'une élite de savants et de techniciens. En étroite collaboration avec Lazare Carnot, il se consacre entièrement à l'organisation des fabrications de guerre : armements, hôpitaux et récupération du salpêtre pour la fabrication de la poudre à canon.
Il participe avec Lazare Carnot, Gaspard Monge, Jacques-Élie Lamblardie et quelques autres à la création de l'École polytechnique. Pendant 5 ans, de 1793 à 1798, il protège efficacement la nouvelle École contre plusieurs attaques politiques, ce que confirme l'historien et biographe de Prieur, Georges Bouchard : « Nous croyons donc que, en toute équité, on doit attribuer à Monge le mérite d'avoir fondé l'École, à Prieur celui d'avoir permis à cette institution de survivre aux attaques dont elle était l'objet. »

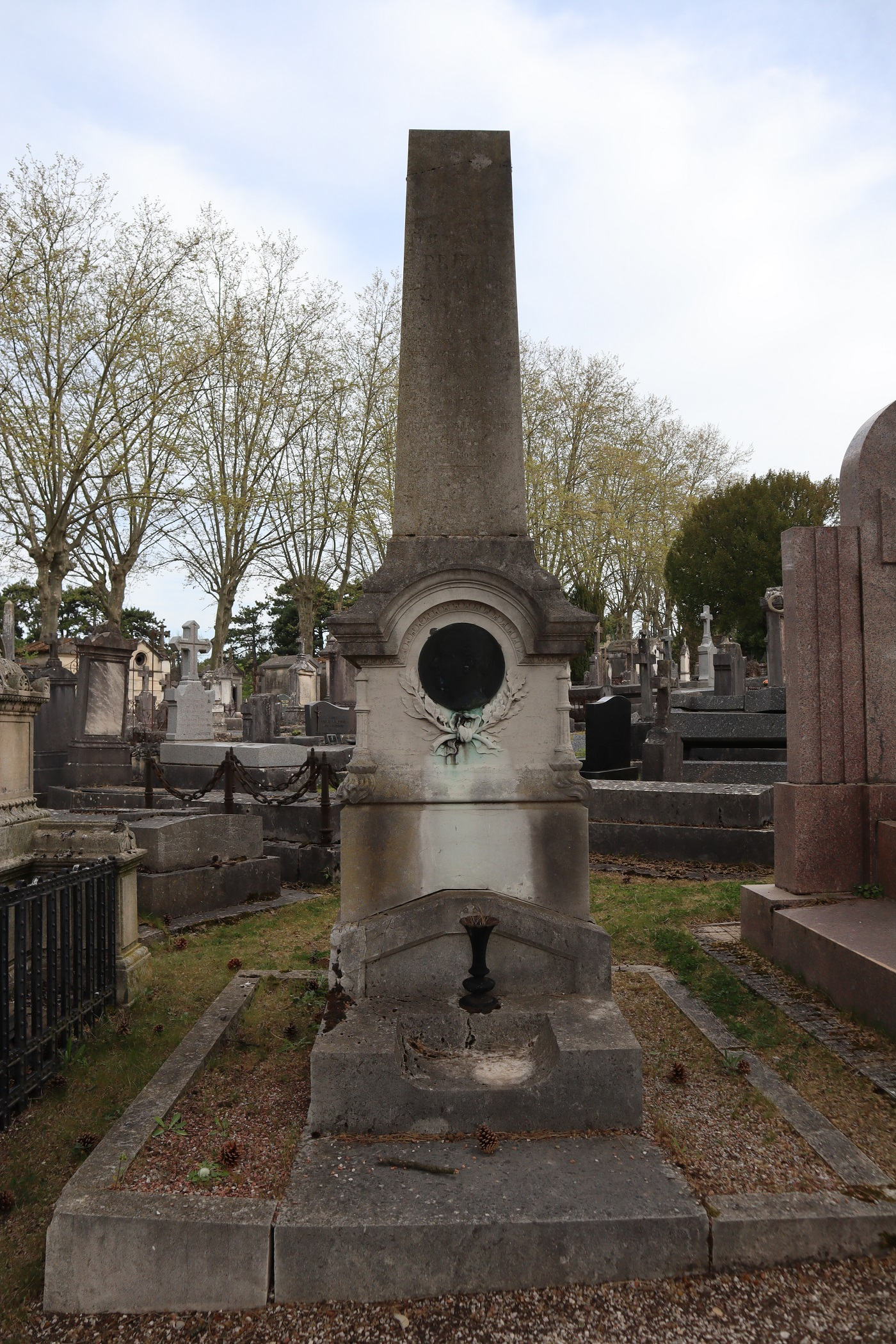
Tombe de Prieur de la Côte-d'Or au Cimetière des Péjoces.

Épargné par les Thermidoriens, il échappe de justesse à l'arrestation en mai 1795. Il fait adopter l'unification du système métrique et l'usage du calcul décimal.
Il est élu au Conseil des Cinq-Cents où il siége jusqu'à mars 1798.
Après le 18 brumaire an VIII (9 novembre 1799), il se retire de la vie publique. Il fonde à Dijon une manufacture de papiers peints, ce qui lui permet de vivre paisiblement en gagnant largement sa vie.
Il est créé comte d'empire en 1808, en même temps que les autres fondateurs de l'École polytechnique. 
En 1811, il prend sa retraite de l'armée avec le grade de chef de brigade (colonel) confirmé par Napoléon pendant les 100 jours de 1815. Il s'installe à Lyon, où il dirige une imprimerie et mène une vie de « bourgeois de province ». En 1813, Guyton de Morveau le choisit pour aider son épouse et exécuteur testamentaire à classer ses archives et sa bibliothèque avant de les remettre à ses héritiers.
Éloigné de la politique, Prieur n'est pas inquiété à la Restauration quand la plupart des régicides sont bannis.
Il meurt à l'âge de soixante-huit ans, célibataire et sans descendance, et est enterré au Cimetière des Péjoces.
Le Lycée Polyvalent Prieur de la Côte d’Or situé à Auxonne est nommé ainsi en hommage à Claude-Antoine Prieur-Duvernois.